# شرپور صدار
شرپور صدار (به لاتین: Sherpur Sadar) یک منطقهٔ مسکونی در بنگلادش است که در ناحیه شیرپور واقع شده‌است. شرپور صدار ۳۵۶٫۱۲ کیلومتر مربع مساحت و ۴۴۹٬۷۹۸ نفر جمعیت دارد.